# 委內瑞拉之花
委內瑞拉之花（西班牙語：Flor de Venezuela），正式名稱為委內瑞拉之花文化中心（西班牙語：Centro Cultural Flor de Venezuela），為委內瑞拉拉臘州首府巴基西梅托的一座多功能建築，設施包括花園、水族館、圖書館和圓形劇場。

## 建築
委內瑞拉之花的設計者是委內瑞拉著名建築師弗魯托·維瓦斯。建築是一個3層的圓柱形結構，主要由鋼和玻璃構成，屋頂由16片可開合的花瓣組成。
這座建築原本是漢諾威2000年世界博覽會委內瑞拉館的建築，2006年起其建築結構逐步轉移到委內瑞拉，並於2008年在其當前位置上落成。

## 圖片集
- 外觀
- 屋頂收合時外觀
- 內部結構
- 內部水族館